# Geografia delle Filippine

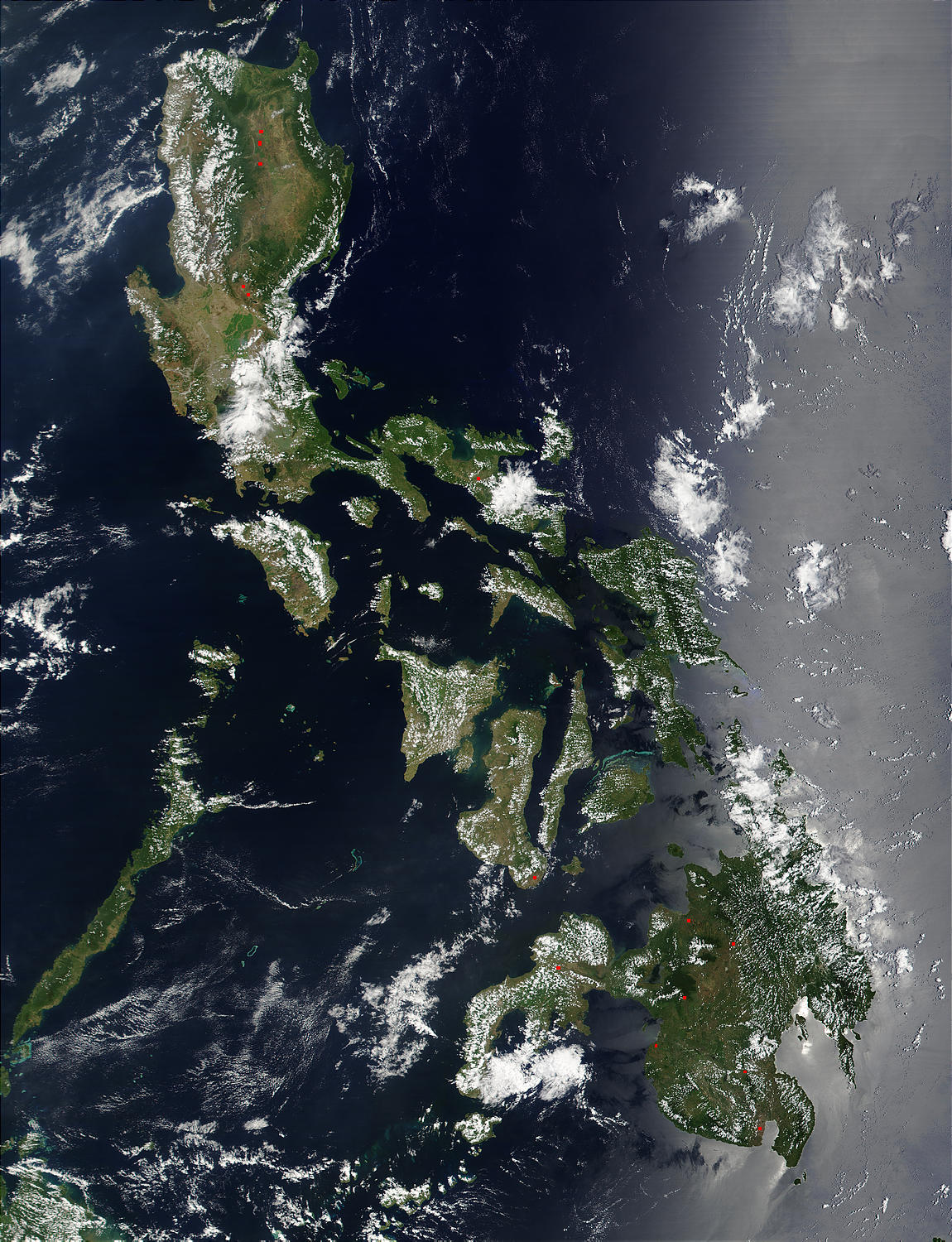
Le Filippine viste dallo spazio.

Le Filippine sono uno Stato insulare del Sud-est asiatico situato nelle acque dell'oceano Pacifico occidentale. Sono un arcipelago costituito da circa 7100 isole ed isolotti posto a circa 800 km al largo delle coste del Vietnam. Manila ne è la capitale, ma la vicina Quezon City è la città più popolosa del paese. Entrambe fanno parte della Regione Capitale Nazionale (Metro Manila), situata su Luzon, l'isola più grande. Seconda più grande isola delle Filippine è Mindanao, a sud-est.
L'arcipelago delle Filippine è bagnato dal mare delle Filippine a est, dal mare di Celebes a sud, dal mare di Sulu a sud-ovest, e dal mar Cinese Meridionale a ovest e a nord. Le isole che lo compongono sono disposte a triangolo, con Palawan, l'arcipelago di Sulu e l'isola di Mindanao disposte (da ovest ad est, rispettivamente) a formare la base meridionale e con le isole Batan a nord di Luzon che ne costituiscono l'apice. L'arcipelago si estende per circa 1850 km da nord a sud, e nel suo punto più largo da est a ovest, lungo la base meridionale, misura circa 1130 km. L'isola di Taiwan si trova a nord del gruppo delle Batan, la porzione malese dell'isola del Borneo si trova a sud di Palawan, e le isole orientali dell'Indonesia giacciono a sud e a sud-est di Mindanao. Solamente circa i due quinti delle isole e degli isolotti hanno un nome, e solo circa 350 di esse hanno una superficie di 2,60 km² o più. Le isole maggiori possono essere suddivise in tre gruppi: (1) il gruppo di Luzon, a nord e ad ovest, costituito da Luzon, Mindoro e Palawan, (2) il gruppo delle Visayas, al centro, costituito da Bohol, Cebu, Leyte, Masbate, Negros, Panay e Samar, e (3) Mindanao, a sud.

## Morfologia

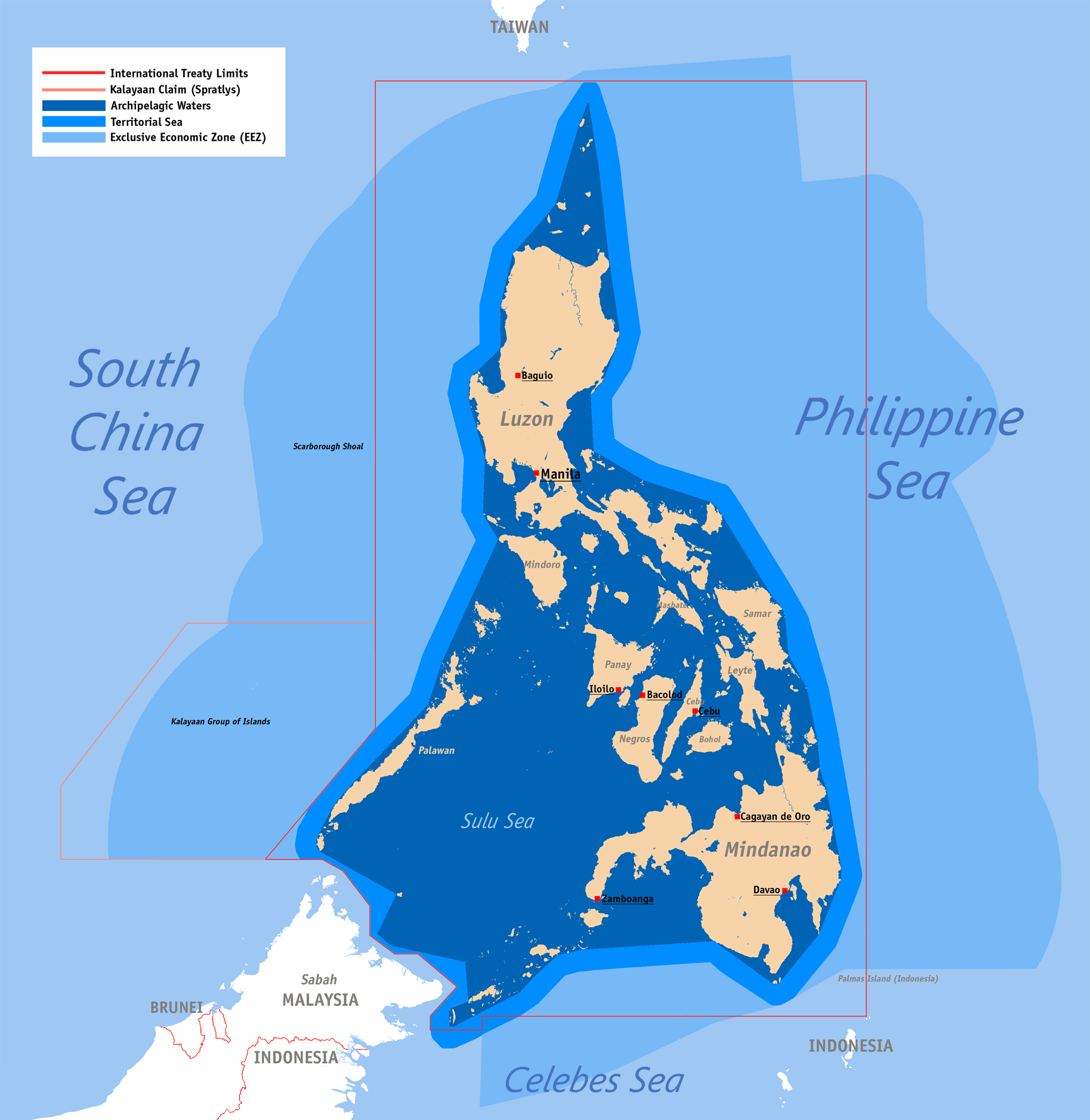
Limiti territoriali delle Filippine.

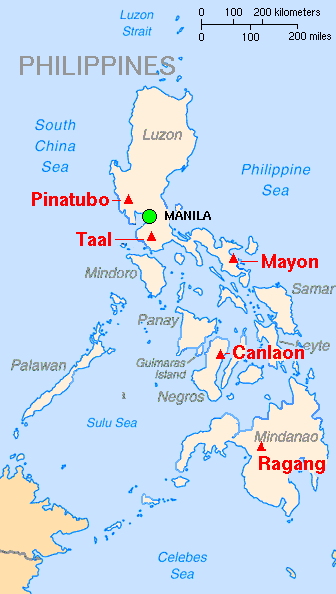
Posizione dei maggiori vulcani delle Filippine.

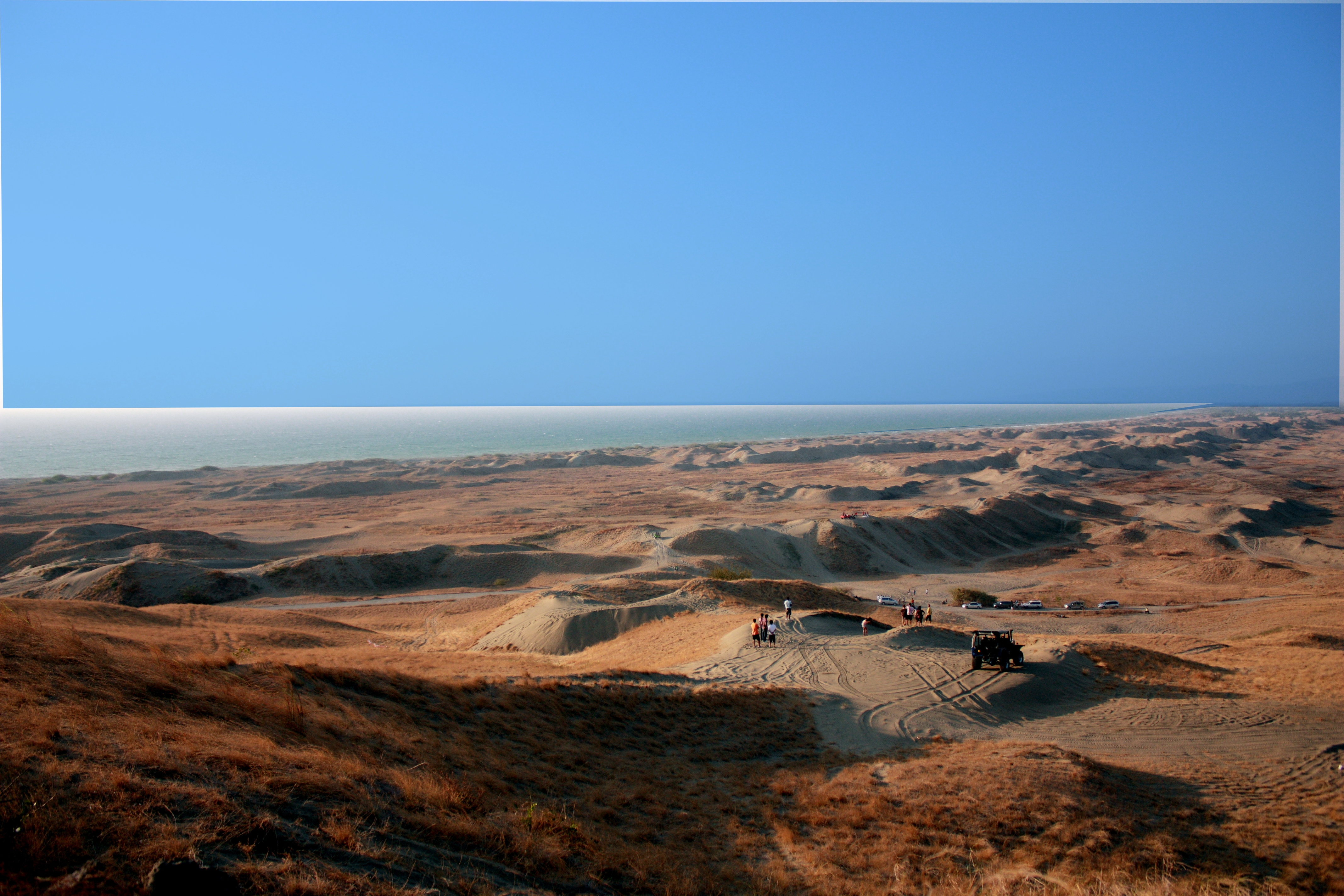
Le dune di La Paz a Laoag, parte dei monti Ilocos.

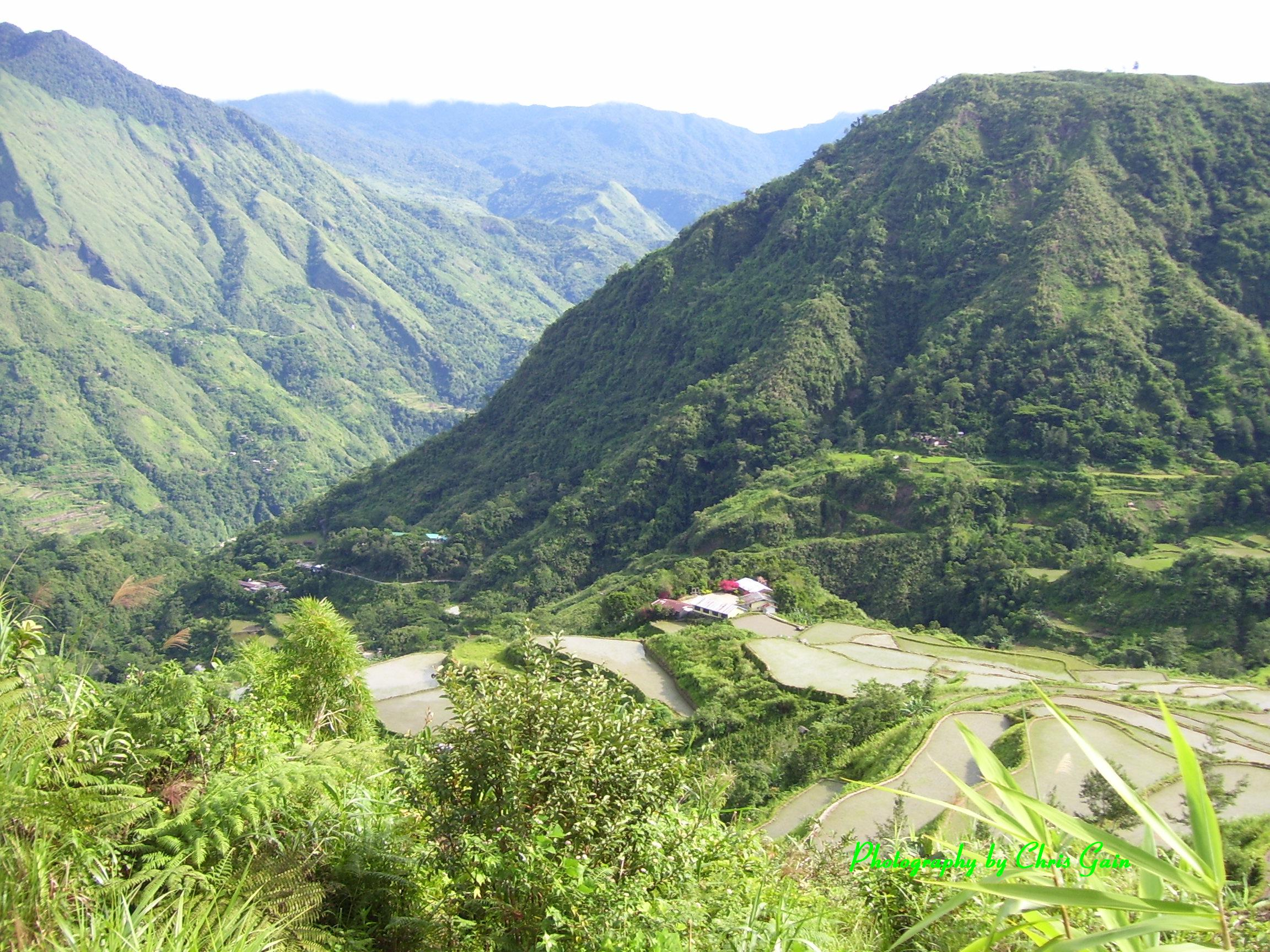
La valle del Pasil nella Cordillera Central (provincia di Kalinga).

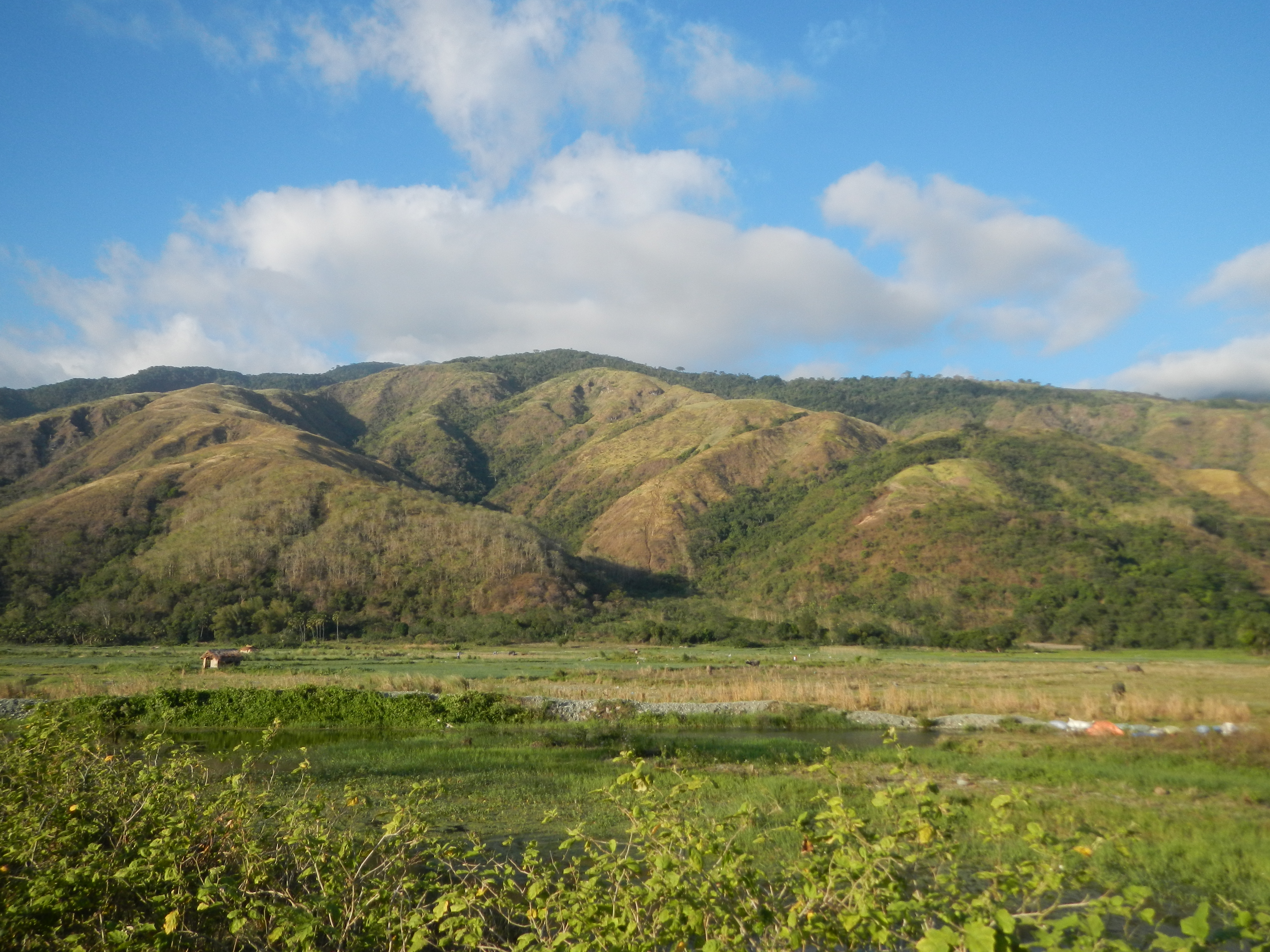
I monti della Sierra Madre visti da Gabaldon.

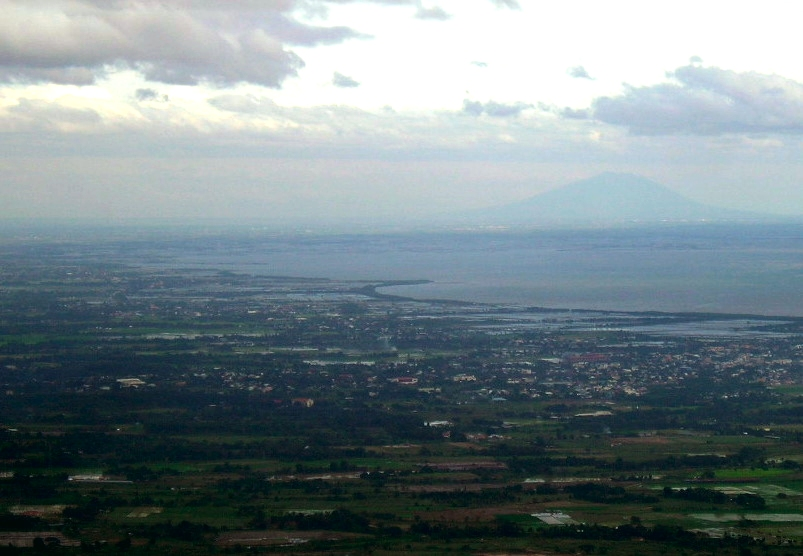
Le pianure centrali di Luzon, con la baia di Manila e il monte Arayat sullo sfondo.

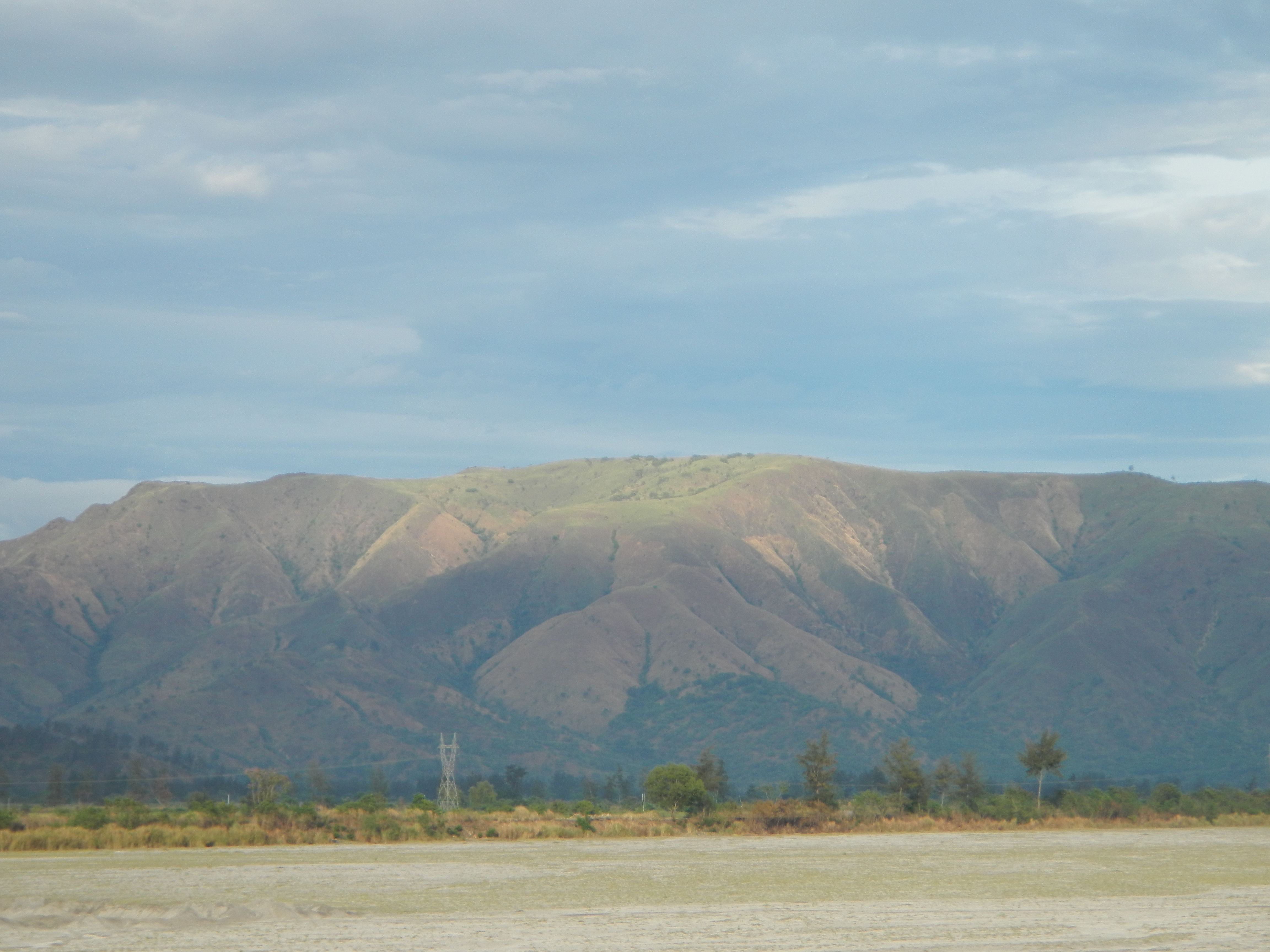
I monti Zambales visti da San Narciso.

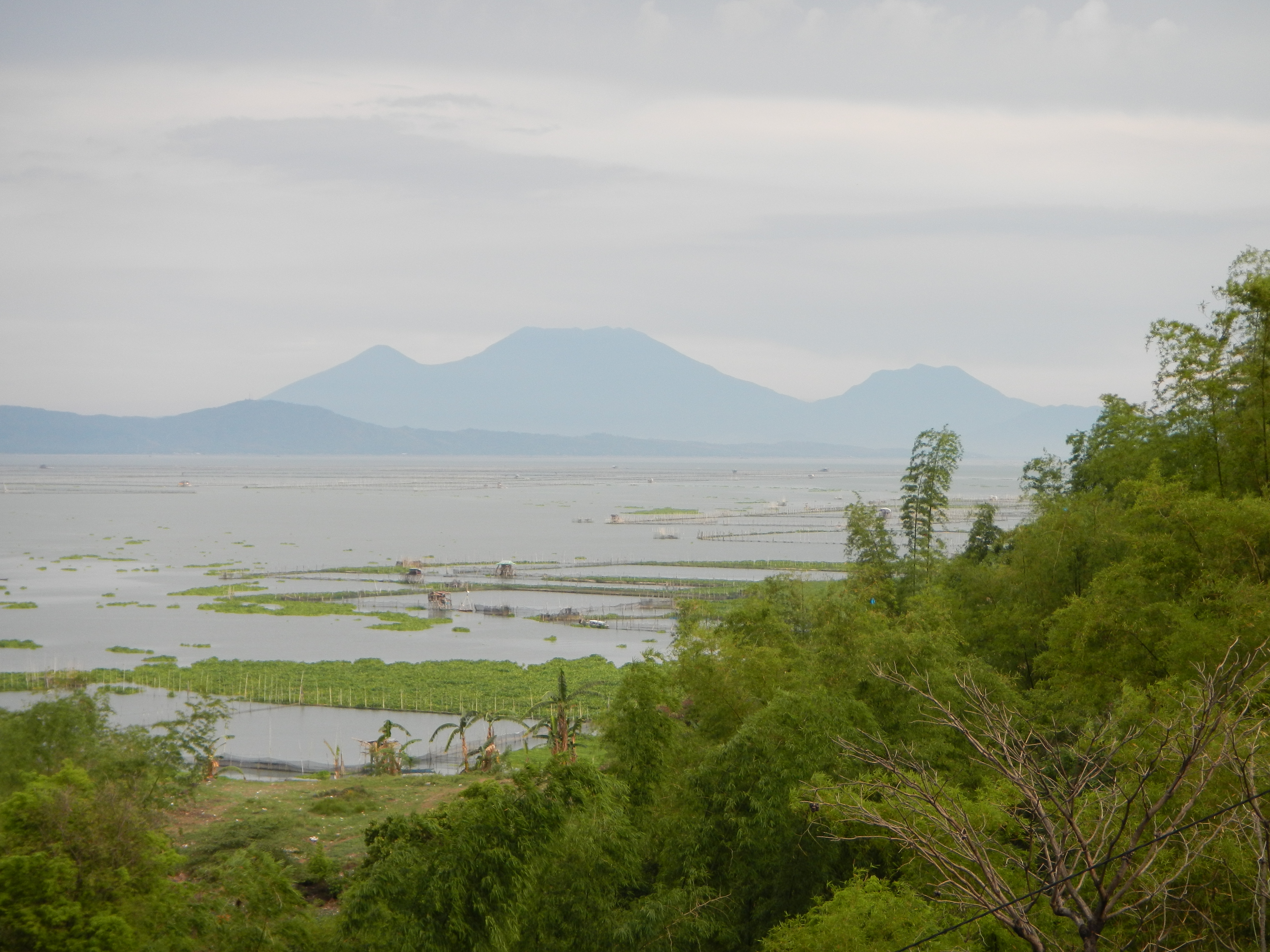
La Laguna de Bay a Cardona, con il complesso del vulcano Banahaw sullo sfondo.

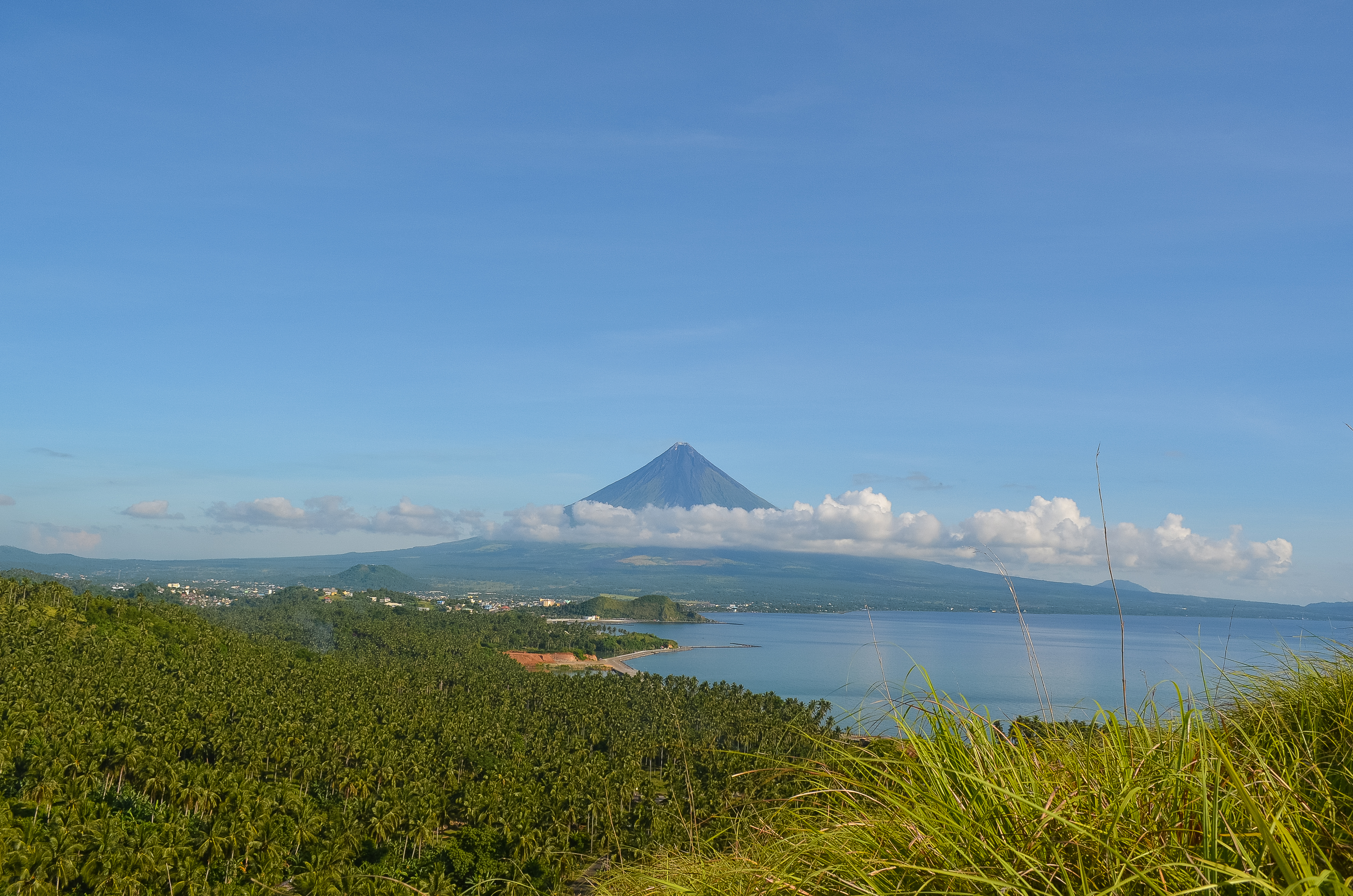
Il vulcano Mayon sovrasta la città di Legazpi.

Carta climatica delle Filippine.

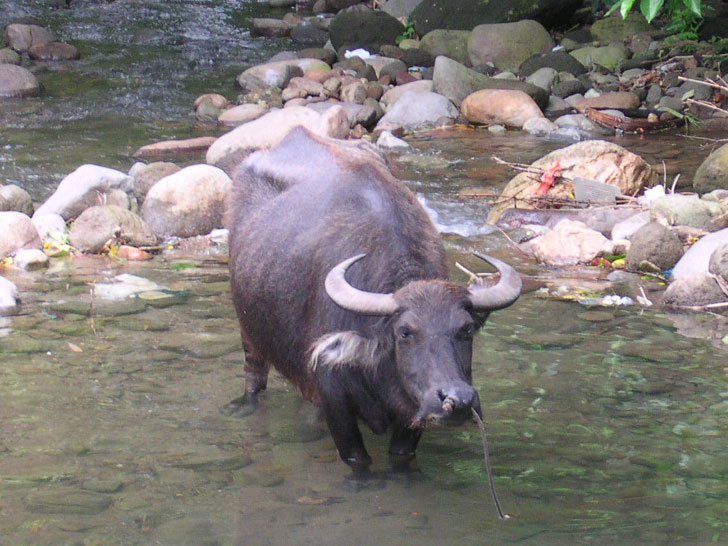
Il carabao, bufalo delle Filippine.

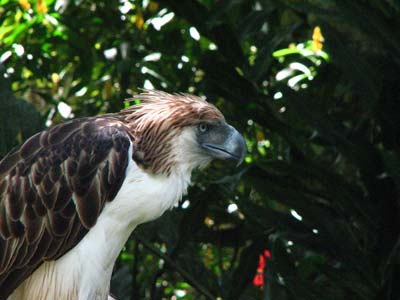
L'aquila delle Filippine.

Tra le caratteristiche fisiche che contraddistinguono le Filippine vi sono la configurazione irregolare dell'arcipelago, lo sviluppo costiero di circa 36.290 km, una grande superficie occupata da regioni montuose, le pianure costiere strette e interrotte, una generale direzione verso il nord dei sistemi fluviali, e gli spettacolari laghi. Le isole sono costituite principalmente da rocce vulcaniche e coralline, ma in esse sono presenti tutte le principali formazioni di rocce. Le catene montuose, per la maggior parte, corrono nella stessa direzione generale delle isole sulle quali si trovano, approssimativamente da nord a sud.
La Cordillera Central, la catena montuosa centrale di Luzon, che si allunga dal confine settentrionale della pianura centrale allo stretto di Luzon a nord, costituisce il gruppo montuoso più rilevante. È costituita da due, e in alcuni punti tre, catene parallele, ognuna delle quali alta in media circa 1800 m. La Sierra Madre, che si estende lungo la costa pacifica dalle regioni settentrionali a quelle centrali di Luzon, è la catena montuosa più lunga del paese. Questa e la Cordillera Central si fondono nelle regioni centro-settentrionali di Luzon a formare i monti Caraballo. A nord di questi ultimi, e tra le due catene, vi è la fertile valle del Cagayan. La stretta catena dei monti Ilocos, o Malayan, situata lungo la costa occidentale della parte settentrionale di Luzon, si innalza in alcuni punti al di sopra dei 1500 m e solo raramente scende al sotto dei 1000 m; essa è in gran parte vulcanica. Nel settore sud-occidentale della regione settentrionale di Luzon sorgono gli impervi monti Zambales, costituiti da antichi stock vulcanici (rocce formatesi in condizioni di grande calore e pressione ben al sotto della crosta terrestre) più o meno isolati.
La maggior parte della pianura centrale di Luzon, che misura circa 240 per 80 km, è situata a circa 30 m sul livello del mare. Gran parte della parte meridionale dell'isola è occupata da vulcani isolati e da masse irregolari di colline e montagne. La vetta più elevata è il vulcano Mayon (2462 m), nei pressi della città di Legaspi (Legazpi) nella provincia di Albay sulla penisola di Bicol, nel sud-est dell'isola.
L'isola di Palawan misura circa 40 km di larghezza e più di 400 km di lunghezza; attraverso di essa si estende una catena montuosa con un'altitudine media compresa tra i 1200 e i 1500 m. Ognuna delle isole Visayan, tranne Samar e Bohol, è attraversata da una singola catena montuosa con occasionali contrafforti. Alcune vette di Panay e Negros raggiungono i 1800 m di altezza o più. Il monte (o vulcano) Canlaon, a Negros, raggiunge i 2465 m.
A Mindanao vi sono alcune importanti catene montuose; i monti Diuata (o Diwata), lungo la costa orientale, sono i più imponenti. A ovest si trova un'altra catena che dal centro dell'isola si allunga in direzione sud. Ancora più a ovest i monti Butig si dirigono verso nord-ovest partendo dall'angolo nord-orientale del golfo di Moro. Un'altra catena corre con andamento nord-ovest/sud-est lungo la costa sud-occidentale. Nei pressi delle coste centro-meridionali di Mindanao sorge il monte Apo, che, con i suoi 2954 m, è la vetta più alta delle Filippine. Un certo numero di picchi vulcanici circonda il lago Sultan Alonto (o lago Lanao), e una bassa cordigliera si estende attraverso la penisola di Zamboanga nell'estremo ovest dell'isola.
Nonostante i vulcani costituiscano un aspetto rilevante del paesaggio, l'attività vulcanica è relativamente scarsa. Vi sono in tutto circa 50 vulcani, dei quali più di 10 considerati attivi. Il monte Pinatubo a Luzon, un tempo considerato estinto, fu il protagonista, nel 1991, di una delle più grandi eruzioni vulcaniche del XX secolo. Nel paese si possono incontrare vulcani di ogni aspetto, dal cono quasi perfetto del Mayon, che è stato paragonato al Fuji in Giappone, ai vecchi e logori stock vulcanici, il cui attuale aspetto dà ben pochi indizi su quale sia stata la loro origine. Alcune aree vulcaniche ben delineate si trovano nel settore centro-meridionale e meridionale di Luzon e sulle isole di Negros, Mindanao, Jolo e altrove. Scosse e terremoti sono comuni.

## I fiumi
I fiumi più importanti delle Filippine sono il Cagayan, l'Agno, il Pampanga, il Pasig e il Bicol a Luzon e il Mindanao (Río Grande de Mindanao) e l'Agusan a Mindanao. La pianura settentrionale compresa tra la Sierra Madre e la Cordillera Central è drenata dal Cagayan, mentre la pianura centrale è drenata a nord dall'Agno e a sud dal Pampanga. Il Pasig, che scorre attraverso la città di Manila, una volta costituiva un'importante via commerciale tra le varie zone dell'isola, ma ormai non è più navigabile, se non da piccole imbarcazioni; il grave livello di inquinamento delle sue acque ha reso necessario un notevole programma di pulizia. La maggior parte della penisola di Bicol è compresa entro l'interno del bacino del Bicol. A Mindanao l'Agusan drena le fertili terre del quadrante nord-orientale dell'isola, mentre il fiume Mindanao drena la valle di Cotabato nel sud-ovest. Uno dei corsi d'acqua più straordinari delle Filippine scorre sotto terra, sfociando direttamente nell'oceano nel parco nazionale del fiume sotterraneo di Puerto Princesa sull'isola di Palawan; il parco è stato dichiarato patrimonio dell'umanità dall'UNESCO nel 1999.

## Suoli
Le pianure alluvionali e le terrazze di Luzon e Mindoro presentano argille screpolate nero scure, nonché suoli più giovani particolarmente adatti alla coltivazione del riso. Gran parte delle regioni collinari e montuose è costituita da suoli umidi e fertili, spesso con una significativa concentrazione di ceneri vulcaniche, che supportano la coltivazione di alberi da frutto ed ananas. Palme da olio, ortaggi e altri tipi di colture vengono coltivati nelle aree ricoperte da suoli di tipo torboso, nonché sui più recenti suoli a base sabbiosa delle pianure costiere, delle paludi e delle regioni lacustri. I suoli scuri, organici e ricchi di minerali dei terreni ondulati della penisola di Bicol, di gran parte delle Visayas e dell'estremità nord-occidentale di Luzon sono coltivati a caffè, banane e altre colture. Suoli esposti alle intemperie, spesso di colore rosso o giallo, prevalgono nelle Filippine centrali e meridionali, e sono generalmente coltivati a cassava (manioca) e canna da zucchero; questi suoli supportano, inoltre, la crescita di foreste sfruttate per il legname. I suoli poveri e dilavati dalle precipitazioni di Palawan e delle montagne orientali di Luzon sono in gran parte ricoperte da boscaglie, macchie e da altri tipi di vegetazione secondaria che di solito si sviluppano in aree che sono state private della loro originaria copertura forestale.

## Clima
Il clima delle Filippine è tropicale e nettamente monsonico (vale a dire, con alternanza di stagioni umide e secche). In generale, i venti apportatori di piogge spirano da sud-ovest all'incirca da maggio ad ottobre, e venti secchi giungono da nord-est da novembre a febbraio. Perciò, le temperature rimangono relativamente costanti da nord a sud durante tutto l'anno, e le stagioni sono costituite da periodi piovosi e secchi. In tutto il paese, comunque, si riscontrano considerevoli variazioni nella frequenza e nella quantità delle precipitazioni. Le coste occidentali di fronte al mar Cinese Meridionale presentano le stagioni secche e umide più marcate. La stagione secca generalmente ha inizio a dicembre e termina a maggio: i primi tre mesi sono freschi, e gli altri tre successivi caldi; il resto dell'anno costituisce la stagione umida. La stagione secca si fa progressivamente più breve dirigendosi verso est, finché non scompare del tutto. Durante la stagione umida, le piogge sono intense in ogni parte dell'arcipelago, fatta eccezione per un'area che si estende verso sud attraverso il centro del gruppo delle Visayan fino alla regione centrale di Mindanao e poi verso sud-ovest attraverso l'arcipelago di Sulu; le piogge sono più intense lungo le coste orientali che fronteggiano l'oceano Pacifico.
Da giugno a dicembre, spesso si abbattono sulle Filippine i cicloni tropicali (tifoni). La maggior parte di queste tempeste arriva da sud-est, e la loro frequenza generalmente aumenta procedendo da sud a nord; in alcuni anni si possono registrare anche 25 cicloni o più. I tifoni sono più catastrofici a Samar, Leyte, nelle regioni centro-meridionali di Luzon e sulle isole Batan, e, quando sono accompagnati da inondazioni o forti venti, possono provocare numerose vittime e danni alle proprietà. Mindanao è generalmente al sicuro da queste tempeste.
Il periodo che va da novembre a febbraio è la stagione più gradevole dell'anno; l'aria è fresca e rigenerante durante la notte, e le giornate sono piacevoli e soleggiate. Durante il periodo caldo della stagione secca, nella maggior parte delle località - specialmente nelle città di Cebu, Davao e Manila - le temperature talvolta possono raggiungere i 38 °C. In generale le temperature diminuiscono con l'altitudine, tuttavia, e le città e i paesi posti ad altitudini più elevate - come Baguio nella zona settentrionale di Luzon, Majayjay e Lucban a sud di Manila, e Malaybalay nella parte centrale di Mindanao - sono caratterizzati da un clima piacevole durante tutto l'anno; a volte la temperatura in questi luoghi può scendere fin quasi a 4 °C.

## Flora e fauna
Sebbene gran parte delle regioni montuose e alcune zone di pianura siano ancora ricoperte da una fitta foresta, il manto forestale del paese è andato rapidamente contraendosi nel corso degli ultimi decenni. Tra la metà del XX secolo e gli inizi del XXI, la superficie coperta da foreste è diminuita di oltre la metà - soprattutto a causa dello sfruttamento del legname, delle estrazioni minerarie e delle attività agricole - e ora ricopre meno di un quarto dell'area totale del paese. Dove le foreste sono rimaste intatte, nella regione settentrionale di Luzon, la principale specie arborea di montagna è il pino. In altre aree, spesso predomina il lauan (mogano delle Filippine).
La maggior parte delle specie vegetali delle Filippine sono indigene e ricordano molto quelle della Malaysia; le piante e gli alberi delle aree costiere, comprese le paludi di mangrovie, sono praticamente identici a quelle delle regioni simili di tutto l'arcipelago malese. Elementi himalayani sono presenti sulle montagne della regione settentrionale di Luzon, mentre alcune specie australiane si rinvengono a varie altitudini. Le isole sono la dimora di migliaia di specie di angiosperme e felci, comprese centinaia di specie di orchidee, alcune delle quali estremamente rare. Erbe alte e coriacee come il cogon (genere Imperata) hanno attecchito in molti luoghi dove le foreste sono state distrutte dalle fiamme.
Le Filippine sono abitate da più di 200 specie di mammiferi, tra cui bufali d'acqua (carabao), capre, cavalli, maiali, gatti, cani, scimmie, scoiattoli, lemuri, topi, pangolini (formichieri squamosi), traguli (cervi topo), manguste, civette e cervi rossi e bruni, oltre a molti altri. Il tamarù (Anoa mindorensis), una specie di piccolo bufalo d'acqua, si trova esclusivamente a Mindoro. Delle oltre 50 specie di pipistrelli, molte sono endemiche delle Filippine. I resti fossili indicano che un tempo queste isole erano abitate anche dagli elefanti.
Centinaia di specie di uccelli, sia stanziali che migratori, vivono nelle Filippine. Tra le specie avicole maggiormente degne di nota vi sono galli della giungla, piccioni, pavoni, fagiani, tortore, pappagalli, buceri, martin pescatori, nettarinie, uccelli sarto, tessitori, aironi e quaglie. Molte specie sono endemiche dell'isola di Palawan. L'aquila delle Filippine (Pithecophaga jefferyi), minacciata di estinzione, è ormai limitata soprattutto ad alcune aree isolate di Mindanao e della Sierra Madre a Luzon.
I mari che circondano le isole e i laghi interni, i fiumi, gli estuari e gli stagni sono abitati da non meno di 2000 varietà di pesci. Le barriere coralline di Tubbataha nel mare di Sulu furono designate come patrimonio dell'umanità dall'UNESCO nel 1993 a causa della loro abbondanza e diversità di vita marina; nel 2009 i confini del sito patrimonio dell'umanità sono stati allargati fino a triplicare la sua dimensione originaria. Il pesce latte, una popolare specie ittica di interesse commerciale e pesce nazionale delle Filippine, è particolarmente abbondante in acque salmastre e marine. I cavallucci di mare sono comuni nelle barriere coralline delle isole Visayan.
Un certo numero di specie di tartarughe marine, tra cui la tartaruga liuto, è protetto, così come il coccodrillo delle Filippine e il coccodrillo marino. Le isole sono la dimora di una diversificata moltitudine di rettili e anfibi. Varani fasciati (Varanus salvator) di ogni dimensione vengono cacciati per la loro pelle. Scinchi, gechi e serpenti sono numerosi, e più di 100 specie sono endemiche delle Filippine. Il paese ospita inoltre molti tipi di rane, comprese alcune varietà volanti; la maggior parte di esse è endemica delle isole.